# شش خدمتکار
شش خدمتکار (به آلمانی: Die sechs Diener) یکی از افسانه‌های عامیانهٔ آلمانی است که توسط برادران گریم گردآوری شده و در مجموعهٔ افسانه‌های کودکانه و خانوادگی آن‌ها با شمارهٔ ۱۳۴ (KHM 134) منتشر شده است. این داستان در شاخص آرنه-تامپسون-اودر در دستهٔ ATU 513A با عنوان «شش نفر در سراسر جهان» قرار می‌گیرد.

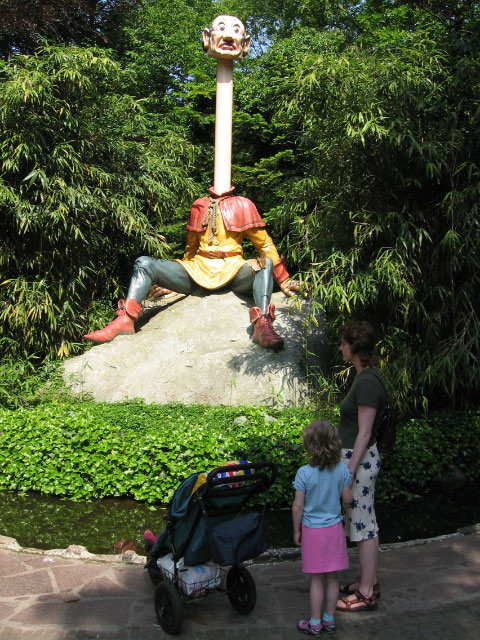
Langnek در جنگل افسانه پارک موضوعی هلندی Efteling

## خلاصهٔ داستان
در سرزمینی دور، ملکه‌ای جادوگر و پلید زندگی می‌کرد که دختری بسیار زیبا داشت. ملکه اعلام کرده بود که هر کسی می‌خواهد با دخترش ازدواج کند، باید سه مأموریت سخت و غیرممکن را با موفقیت انجام دهد. اما هر خواستگاری که شکست می‌خورد، بلافاصله گردن زده می‌شد.
روزی شاهزاده‌ای جوان دربارهٔ دختر ملکه شنید و تصمیم گرفت برای خواستگاری از او تلاش کند. پدرش از این تصمیم ممانعت کرد، اما شاهزاده آن‌چنان غمگین و بیمار شد که هفت سال بستری ماند. سرانجام، پدرش با رفتن او موافقت کرد و به‌محض آن، حالش خوب شد.
شاهزاده در طول سفر خود شش خدمتکار با توانایی‌های خارق‌العاده پیدا کرد:
- مردی فوق‌العاده چاق با شکمی به بزرگی یک کوه کوچک که می‌توانست حتی چاق‌تر شود.
- مردی که قادر بود کوچک‌ترین صدا را در سراسر جهان بشنود؛ از جمله صدای رشد علف‌ها و صدای اعدام در کاخ ملکه.
- مردی بسیار قدبلند که می‌توانست گام‌های بلندی بردارد.
- مردی که چشمانی به‌شدت نافذ داشت، چنان که هر چیزی را که می‌دید، تکه‌تکه می‌شد؛ به همین دلیل چشم‌بند داشت.
- مردی که در گرمای شدید احساس سرما و در سرمای شدید احساس گرما می‌کرد.
- مردی که می‌توانست گردن خود را تا مسافت‌های بسیار دور دراز کرده و آن سوی دنیا را ببیند.
- شاهزاده به قصر ملکه رسید و مأموریت‌های خود را آغاز کرد:

### مأموریت نخست
ملکه حلقه‌ای را به دریا انداخت و از شاهزاده خواست آن را بازگرداند. مرد با گردن دراز مکان حلقه را دید، مرد چاق آب دریا را نوشید و مرد قدبلند به آسانی حلقه را از کف دریا برداشت.

### مأموریت دوم
شاهزاده باید ۳۰۰ گاو نر را با پوست و شاخ و استخوان و ۳۰۰ بشکه شراب را تا آخرین قطره می‌خورد. شاهزاده درخواست کرد تنها یک مهمان با خود داشته باشد و مرد چاق را با خود آورد. مرد چاق همه را در چشم‌برهم‌زدنی بلعید.

### مأموریت سوم
شاهزاده باید در اتاقی در کنار شاهدخت بخوابد و تا نیمه‌شب، باید دستانش دور او بماند. اگر هنگام بازگشت ملکه، دختر غایب می‌بود، شاهزاده کشته می‌شد. اما ملکه با جادو همه را به خواب برد و دختر را به غاری در فاصلهٔ ۳۰۰ فرسنگی برد. مرد شنوا صدای گریهٔ او را شنید، مرد قدبلند و مرد با نگاه مرگبار رفتند؛ مرد نگاهی به سنگ انداخت و آن را خرد کرد و دختر را بازگرداندند، درست پیش از نیمه‌شب.
ملکه از موفقیت شاهزاده خشمگین شد. او در گوش دخترش گفت که باید از ازدواج با چنین مردان عامی‌پیشه‌ای بترسد. فردا، شاهدخت شرطی جدید گذاشت: اگر کسی می‌توانست در میان ۳۰۰ هیزم شعله‌ور زنده بماند، او را به همسری می‌پذیرد. مردی که در آتش احساس سرما می‌کرد، در میان شعله‌ها ایستاد و همچنان می‌لرزید؛ و پیروز شد.

## پایان داستان
شاهدخت دیگر نمی‌توانست از ازدواج سر باز زند. هنگام بازگشت به کاخ، ملکه سربازانی فرستاد تا آنها را متوقف کنند. مرد شنوا نقشه را شنید، مرد چاق آب دریا را استفراغ کرد و سربازان را غرق کرد. دسته‌ای دیگر آمدند و مرد با نگاه کشنده، آنها را تکه‌تکه کرد. سرانجام شاهزاده و شاهدخت ازدواج کردند.
اما شاهزاده تصمیم گرفت درس عبرتی به شاهدخت بدهد. به او گفت که یک خوک‌چران است و برای هشت روز او را در بدترین شرایط زندگی واداشت. سپس او را به قصر آورد و فاش کرد که خودش شاهزاده است. سپس ازدواج شاهانه‌شان برگزار شد و با شادی زندگی کردند.

## در فرهنگ عامه
در پارک تفریحی افسانه‌ای اِفتِلینگ در هلند، مجسمه‌ای عظیم از یکی از شخصیت‌های داستان (مرد گردن‌دراز) وجود دارد که این افسانه را به بازدیدکنندگان بازگو می‌کند. این مجسمه یکی از نمادهای محبوب پارک است و از سال ۱۹۵۲ در آنجا قرار دارد.

## گونه‌شناسی و تحلیل
این داستان از نوع ATU 513A است که با افسانه‌هایی چون شش نفر در سراسر جهان، کشتی پرنده، خیاط باهوش و شاهزاده‌ای با خدمتکاران عجیب مشابهت دارد. این داستان ساختار کلاسیک سفر قهرمان را دنبال می‌کند، جایی که شخصیت اصلی با کمک نیروهای درونی (در قالب خدمتکاران) بر آزمون‌ها پیروز شده و به بلوغ روانی و اجتماعی می‌رسد.

## نگارخانه

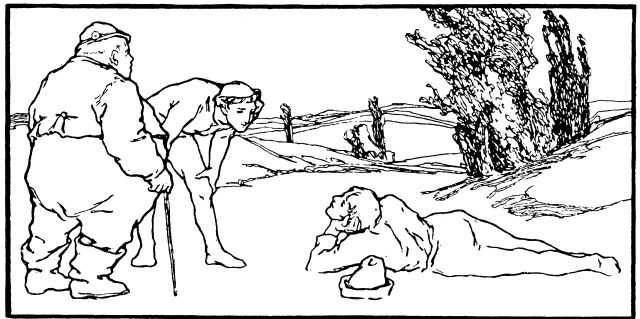
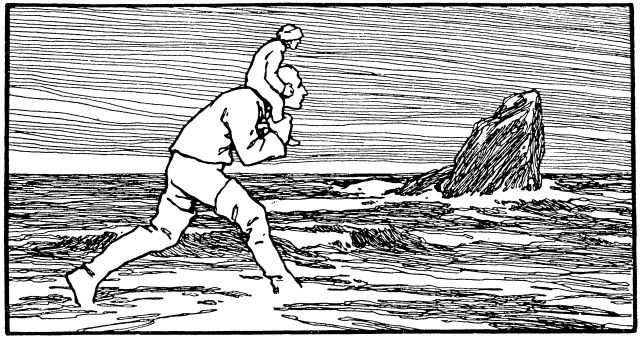
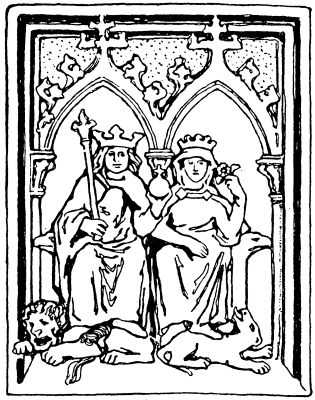